# Herbert Ernst Wiegand
Prof. Dr. Dres. h.c. Herbert Ernst Wiegand (8. ledna 1936 – 3. ledna 2018) byl německý teoretik lexikografie. Působil v Germanistickém semináři na univerzitě v Heidelbergu.